# أنطوني ليباني
انطوني ليباني  (بالفرنسية: Anthony Lippini) (مواليد 7 نوفمبر 1988م فرنسا) لاعب كرة قدم فرنسي يجيد اللعب كمدافع حاليا يلعب لصالح نادي أجاكسيو فرنسا.

## روابط خارجية
- أنطوني ليباني على موقع قاعدة بيانات كرة القدم.إي يو (الإنجليزية)
- أنطوني ليباني على موقع Soccerway.com (الإنجليزية)
- أنطوني ليباني على موقع كووورة
- أنطوني ليباني على موقع AS.com (الإسبانية)